# Naper
Naper és una població dels Estats Units a l'estat de Nebraska. Segons el cens del 2000 tenia 105 habitants.

## Demografia
Segons el cens del 2000, Naper tenia 105 habitants, 54 habitatges, i 32 famílies. La densitat de població era de 311,9 habitants per km².
Dels 54 habitatges en un 18,5% hi vivien nens de menys de 18 anys, en un 48,1% hi vivien parelles casades, en un 5,6% dones solteres, i en un 40,7% no eren unitats familiars. En el 37% dels habitatges hi vivien persones soles el 25,9% de les quals corresponia a persones de 65 anys o més que vivien soles. El nombre mitjà de persones vivint en cada habitatge era d'1,94 i el nombre mitjà de persones que vivien en cada família era de 2,53.
Per edats la població es repartia de la següent manera: un 18,1% tenia menys de 18 anys, un 3,8% entre 18 i 24, un 19% entre 25 i 44, un 20% de 45 a 60 i un 39% 65 anys o més.
L'edat mediana era de 52 anys. Per cada 100 dones de 18 o més anys hi havia 95,5 homes.
La renda mediana per habitatge era de 17.500 $ i la renda mediana per família de 19.375 $. Els homes tenien una renda mediana de 20.000 $ mentre que les dones 33.125 $. La renda per capita de la població era d'11.279 $. Aproximadament el 10,3% de les famílies i el 16,8% de la població estaven per davall del llindar de pobresa.

## Poblacions més properes
El següent diagrama mostra les poblacions més properes.